# Nitrocelulóza

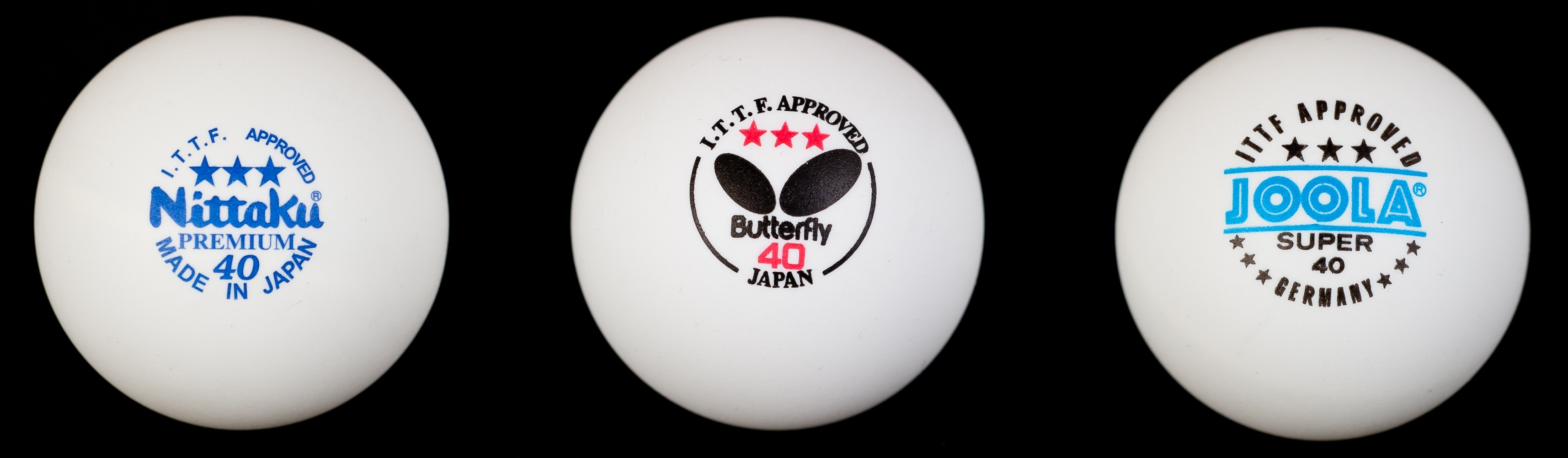
Nitrocelulózu (celuloid) obsahuje např. starší typ pingpongových míčků

Nitrocelulóza (NC), přesnějším označením nitrát celulózy, je vysoce hořlavá látka vzniklá esterifikací celulózy působením kyseliny dusičné nebo silné nitrační směsi.
Jedná se o silnou trhavinu náchylnou k deflagračně-detonačnímu přechodu. Hoří velmi jasným žlutým plamenem bez zápachu a bez nespalitelných zbytků. Při reakci se uvolňuje velké množství tepla, deflagrační tepelná vlna jednoho gramu látky je zřetelná ve vzdálenosti dvou metrů od vzorku.
NC o obsahu 10–12 % dusíku je označována jako kolodiová bavlna, NC o obsahu 12–14 % dusíku jako střelná bavlna. Hlavním využitím kolodiové bavlny je výroba nitrocelulózových nátěrových hmot, dříve se používala k výrobě celuloidu. Flegmatizovaná střelná bavlna se užívá jako střelivina. Používání vysoce nitrované NC jako brizantní trhaviny bylo opuštěno kvůli její značné citlivosti a nebezpečí samovznícení.

## Výroba
Nitrocelulóza vzniká působením kyseliny dusičné na celulózu za přítomnosti kyseliny sírové nebo fosforečné:
2 HNO3 + C6H10O5 → C6H8(NO2)2O5 + 2 H2O
Poměr HNO3 : H2SO4 má vliv na výsledek nitrace (1 : 1 – mononitrát nebo dinitrát; 3 : 5 – trinitrát). Nejlepší výsledky reakce umožní přidání oxidu fosforečného do nitrační směsi. Reakce je silně exotermní.
Stupeň nitrace je rozhodující pro vlastnosti a použití produktu. Pro technické účely se užívá dinitrát. NC užívaná v minulosti jako brizantní trhavina byla nitrována až do stupně 2,8.

## Vlastnosti
- Vysoká výbušnost
- Nízký bod vzplanutí
- Může vykazovat samozápalnost vlivem zbytků kyseliny
- Teplota výbuchu 2 200 – 2 700 °C
- Rozpustnost ve vybraných organických rozpouštědlech (aceton, ether, rozpouštědla esterového typu, částečně ethanol)
- Nerozpustnost ve vodě
- Detonační rychlost 7 300 m/s při maximální hustotě 1,2 g/cm3
- Energie výbuchu 800 – 1 040 kcal/kg
- Objem výbušných plynů 860 – 970 l/kg
- Vlivem tepla se pomalu rozkládá
- Vysoká citlivost na otřesy a tření
- Vzplanutí vlivem jiskry, sálavého tepla a plamene
- Vnější vzhled závisí na vzhledu před esterifikací – během reakce se nemění

## Použití
- Nitrocelulózové nátěrové hmoty.
- Lepidla na bázi nitrocelulózy (Kanagom).
- Hlavní součást bezdýmého střelného prachu.
- Ve formě celuloidu se používala jako fotografický film.
- V USA se z celuloidu vyráběly lahve na nápoje, které bylo možné po použití spálit. Je to dobrá náhrada PET lahví.
- Nitrocelulozová membrána nebo nitrocelulozový papír je lepkavá membrána užívaná pro imobilizaci DNA a proteinů vzhledem ke své nespecifické afinitě k aminokyselinám. NC je často užívána při diagnostických testech, kde dochází k vazbě antigenů, např. těhotenském testu nebo U-albuminový test.
- Při rozpuštění v etheru nebo jiném organickém rozpouštědle vzniká roztok zvaný kolodium. V době občanské války v USA bylo používáno pro krytí ran a aplikaci léků.
- Kolodium bylo rovněž užíváno jako nosič pro soli stříbra v raných fotografických emulzích, často nanesené v tenkých vrstvách na skleněných deskách.
- Kouzelnický „bleskový papír“, archy papíru, nebo tkaniny vyrobené z nitrocelulózy, které shoří téměř okamžitě prudkým světlem bez popela. Používá se i čistá vláknitá nitrocelulosa pro vyvolání stejného efektu.[3]
- Lak na nehty.
- Záznam trajektorie částic alfa při radonovém testu.